# Korbovo
Korbovo (en serbe cyrillique : Корбово) est un village de Serbie situé dans la municipalité de Kladovo, district de Bor. Au recensement de 2011, il comptait 735 habitants.
Korbovo est officiellement classé parmi les villages de Serbie.

## Démographie

### Évolution historique de la population
| 1948  | 1953  | 1961  | 1971  | 1981  | 1991  | 2002  | 2011 |
| ----- | ----- | ----- | ----- | ----- | ----- | ----- | ---- |
| 1 892 | 2 076 | 2 055 | 1 930 | 1 755 | 1 481 | 1 067 | 735  |

|  |